# Sospel
Sospel (Italiaans: Sospello, van oudsher Cespitello of Cespedello; Occitaans: Susper) is een gemeente in het Franse departement Alpes-Maritimes (regio Provence-Alpes-Côte d'Azur). De plaats maakt deel uit van het arrondissement Nice. Sospel telde op 1 januari 2022 3.807 inwoners.

## Geschiedenis
Sospel werd een van de belangrijkste steden van het Graafschap Nice dankzij de zouthandel. Sospel behoorde sinds 1388 bij het huis van Savoie.

## Geografie
Sospel ligt in de vallei van de Bévéra. De oppervlakte van Sospel bedroeg op 1 januari 2022 62,39 vierkante kilometer; de bevolkingsdichtheid was toen 61 inwoners per km².
De onderstaande kaart toont de ligging van Sospel met de belangrijkste infrastructuur en aangrenzende gemeenten.

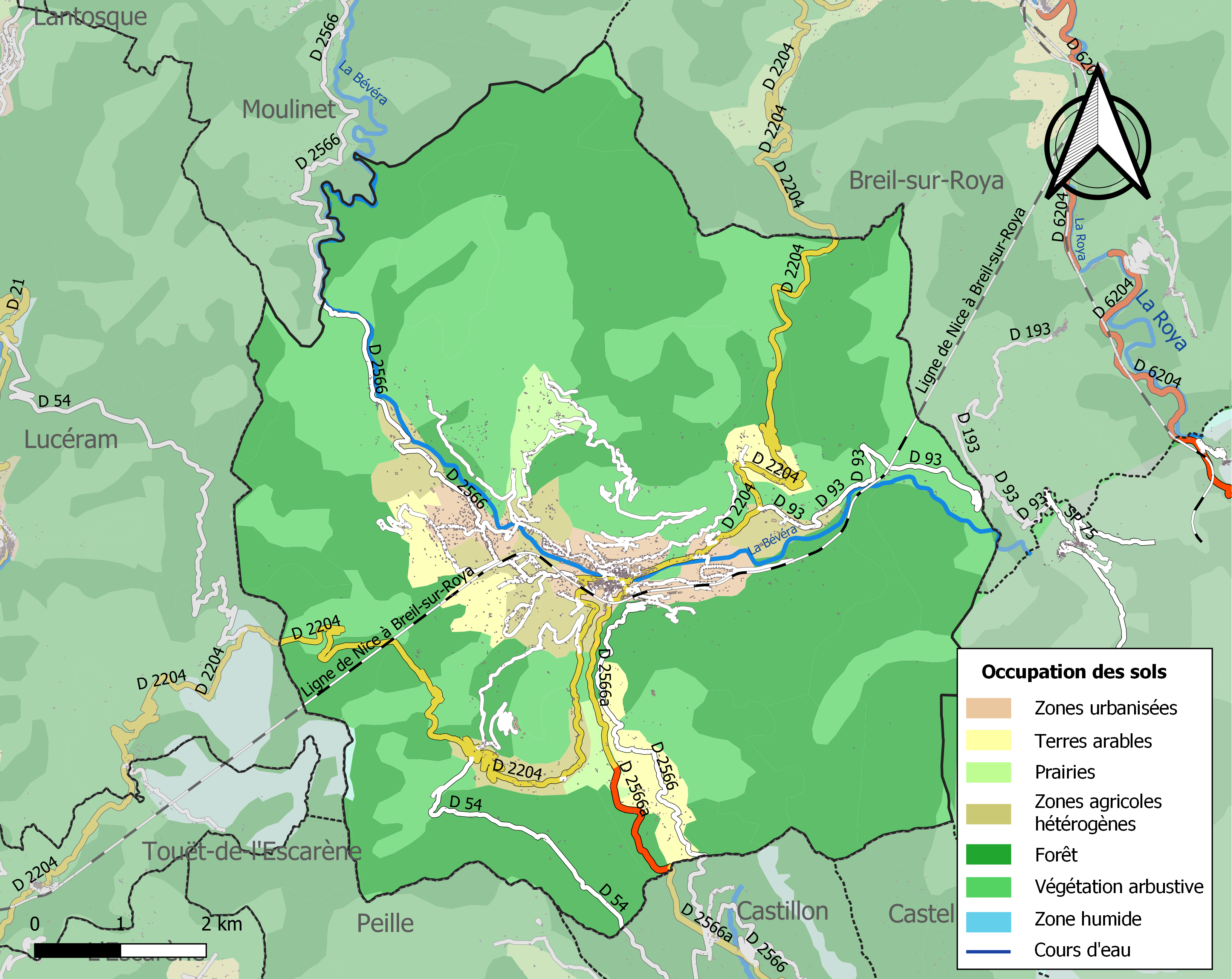

## Demografie
Onderstaande figuur toont het verloop van het inwonertal (bron: INSEE-tellingen).
Vanwege een beveiligingsprobleem met de MediaWiki Graph-software is het momenteel niet mogelijk deze grafiek weer te geven. Zodra de software is bijgewerkt zal de grafiek vanzelf weer zichtbaar worden.

## Bezienswaardigheden
De zestiende-eeuwse kathedraal Saint-Michel werd gebouwd in barokstijl. De romaanse klokkentoren is nog een restant van de eerdere romaanse kerk. De Pont Vieux overspant de rivier de Bévéra. Haar oorsprong gaat terug tot de dertiende eeuw, maar ze werd al verschillende keren vernield en weer opgebouwd, de laatste keer in de jaren 1950 na Duitse beschietingen in oktober 1944.